# Forever (Francesco Bianconi)
Forever è il primo album in studio da solista del cantautore italiano Francesco Bianconi, pubblicato nel 2020.

## Il disco
Il disco di Bianconi, noto come frontman dei Baustelle, è stato prodotto da Amedeo Pace, componente dei Blonde Redhead, e registrato in Inghilterra e precisamente a Bath, presso i Real World Studios.
Al disco, oltre a Pace, hanno collaborato  il cantautore canadese-statunitense Rufus Wainwright (in Andante); la cantante giapponese Kazu Makino (in Go!), anche lei membro dei Blonde Redhead; la cantante statunitense Eleanor Friedberger (in The Strength), membro dei The Fiery Furnaces; e la cantante e attrice marocchina Hindi Zahra (in Fàika Llìl Wnhàr), con cui Bianconi duetta in lingua araba.
Per quanto riguarda gli altri musicisti, Bianconi si è avvalso anche della collaborazione del Balanescu Quartet, quartetto di archi attivo dal 1987, della violinista Yoko Morimyo, di Mirco Mariani (cantante e polistrumentista della band Extraliscio) e anche dei pianisti Michele Fedrigotti e Thomas Bartlett, anche noto come Doveman.

Il titolo è così descritto dall'autore: 
Le canzoni presentano le tematiche care a Bianconi come l'esistenza, l'amore di ogni tipo come unica forma di salvezza, la morte, lo sguardo critico sul mondo. Musicalmente è più scarno dei lavori coi Baustelle, pur presentando influenze barocche, con arrangiamenti quasi "da camera", sorretti spesso unicamente da pianoforte e quartetto d'archi.
Il bene parla di poter trovare la felicità anche nel pessimismo, citando Schopenhauer, filosofo a cui spesso è ispirato.
Certi uomini presenta riferimenti alla critica sociale, al misticismo, alla gioventù e ai suoi problemi e un ritornello che rimanda a L'origine del mondo di Gustave Courbet ("Io so che son venuto dalla fica e so che lì voglio tornare...") e a Battiato (L'animale), oltre che un passaggio dove attacca le major discografiche tra cui anche l'ex casa discografica dei Baustelle, la Warner Music ("I cantanti ucciderebbero per apparire / In un programma in televisione / Dove i discografici morti della Warner, della Universal e della Sony / Poi gli pubblicano la canzone"), suscitando una risentita replica di Marco Alboni, Presidente e amministratore delegato della Warner Italia. Bianconi ha dichiarato al proposito che l'attacco è rivolto a molti discografici moderni che seguono la moda per il facile introito, ma non a tutti: 
L'abisso è invece un brano introspettivo, drammatico e "psicoanalitico" ("perché ho iniziato un percorso di analisi prima di iniziare a scrivere le canzoni del disco perché sentivo che avevo bisogno di questa cosa e secondo me i testi rispondono ed esprimono questo viaggio che ho iniziato a fare"), dove il nichilismo, le paure e il pessimismo ("Da quel giorno abito un fondale di paura / Guardo il mondo senza gli occhi che vorrei") vengono sconfitti immergendosi nell'amore e nelle profondità di sé, rifiutando le convenzioni ("Però da troppo tempo evito l'abisso / Per paura di tradirlo quando il gallo canterà / Per questo non voglio più scrivere / Mi sta sul cazzo fingere / Discendo nell'abisso, finalmente dentro me. (...) Io sono qui per arruolarmi / Amare e piangere con te / Per vedere quale guerra scoppierà / Perché la notte ora è bellissima..."
In seguito è stato pubblicato anche il videoclip de Il mondo nuovo.

La scelta di cantare in diverse lingue, oltre che a una simpatia per il folk e la world music nello stile di Creuza de ma di De André, è un messaggio dell'autore contro la chiusura del mondo contemporaneo: 

## Accoglienza
| Recensione | Giudizio |
| ---------- | -------- |
| Rockol     |          |
| Ondarock   |          |

Nonostante la poca promozione mediatica, anche per volontà dello stesso cantautore, Forever di Bianconi ha ricevuto recensioni positive, quasi al livello di alcuni dischi del periodo Baustelle quali L'amore e la violenza (2017) e Fantasma (2013).
Per Paolo Panzeri di Rockol

Claudio Lancia di OndaRock ha descritto il disco come: 

## Tracce
Forever
Testi di Francesco Bianconi (eccetto dove indicato).
1. Il bene – 4:18 (musica: Bianconi, Trabace)
2. L'abisso – 4:04 (musica: Bianconi, Trabace)
3. Andante (feat. Rufus Wainwright) – 4:09 (musica: Bianconi, Gabrielli)
4. Go! (feat. Kazu Makino) – 3:29 (testo: Bianconi, Kazu Makino 
musica: Bianconi, Amedeo Pace)
5. Fàika Llìl Wnhàr (feat. Hindi Zahra) – 6:09 (testo: Hindi Zahara musica: Bianconi)
6. Zuma Beach – 5:41 (musica: Bianconi, Fedrigotti)
7. The Strength (feat. Eleanor Friedberger) – 3:13 (musica: Bianconi)
8. Certi uomini – 5:00 (musica: Bianconi)
9. Assassino dilettante – 3:21 (musica: Bianconi, Trabace)
10. Forever – 2:27 (musica: Bianconi, Trabace)

Forever in Technicolor
1. Il mondo nuovo – 3:07 (musica: Bianconi, Trabace)
2. Romanzo di formazione – 6:09 (musica: Bianconi)
3. L'assioma – 3:49 (musica: Bianconi, Gabrielli)
4. Amateur Tueur (Assassino dilettante French Version) – 3:21
5. Forever (Strings Version) – 1:56
6. Forever (Alternative Version) – 2:42

## Formazione
- Francesco Bianconi: voce, organo, celesta, campionamenti, sintetizzatore, arrangiamenti
- Enrico Gabrielli: clarinetto, clarinetto basso, flauto, sassofono, basso, arrangiamenti
- Mirco Mariani: pianoforte, piano elettrico, mellotron, clavinet, organo, clavicembalo, armonium
- Michele Fedrigotti: pianoforte
- Amedeo Pace: chitarra elettrica
- Balanescu Quartet: archi, arrangiamenti
- Thomas Bartlett: pianoforte
- Michael Leonard: tromba, corno francese, organo, arrangiamenti
- Nicholas Holland: violoncello
- Helen Kamminga: viola
- Ivan A. Rossi: elettronica, sintetizzatore Moog
- Eleanor Friedberger, Kazu Makino, Rufus Wainwringht: voce [8]